# Aerenicopsis irumuara
Aerenicopsis irumuara là một loài bọ cánh cứng trong họ Cerambycidae.